# Golden Globe de la meilleure actrice dans un second rôle

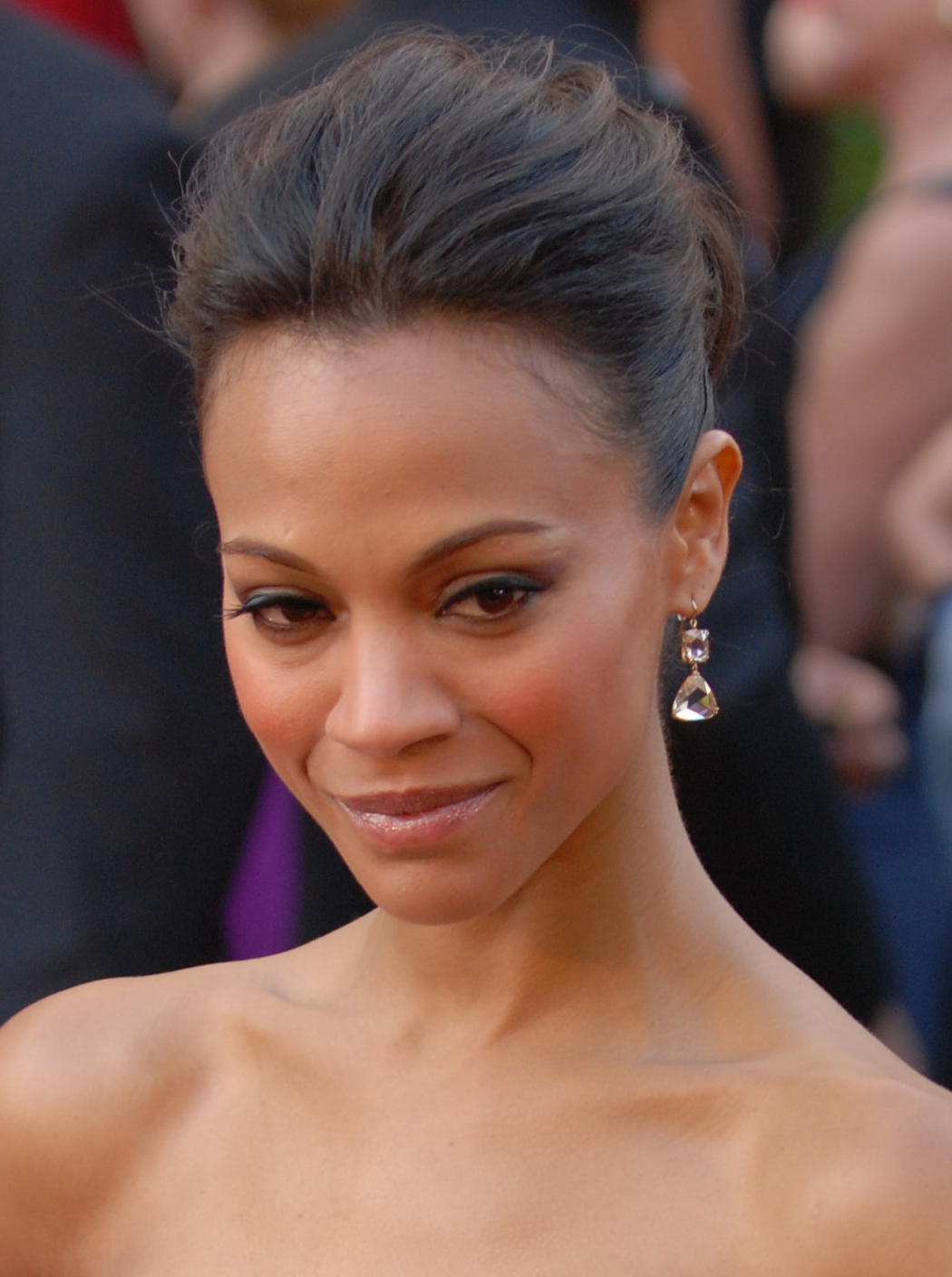
Zoe Saldaña remporte le prix en 2025.

Le Golden Globe de la meilleure actrice dans un second rôle (Golden Globe Award for Best Supporting Actress – Motion Picture) est une récompense cinématographique décernée annuellement depuis 1944 par la Hollywood Foreign Press Association.

## Palmarès
Note : les gagnants sont indiqués en gras. Le symbole « ♕ » rappelle le gagnant et « ♙ » une nomination à l'Oscar de la meilleure actrice dans un second rôle la même année.

### Années 1940
- 1944 : Katína Paxinoú pour le rôle de Pilar dans Pour qui sonne le glas (For Whom the Bell Tolls) ♕
- 1945 : Agnes Moorehead pour le rôle de la baronne Aspasia Conti dans Madame Parkington (Mrs. Parkington) ♙
- 1946 : Angela Lansbury pour le rôle de Sibyl Vane dans Le Portrait de Dorian Gray (The Picture of Dorian Gray) ♙
- 1947 : Anne Baxter pour le rôle de Sophie MacDonald dans Le Fil du rasoir (The Razor's Edge) ♕
- 1948 : Celeste Holm pour le rôle d'Anne Dettrey dans Le Mur invisible (Gentleman's Agreement) ♕
- 1949 : Ellen Corby pour le rôle de la tante Trina dans Tendresse (I remember Mama) ♙

### Années 1950
- 1950 : Mercedes McCambridge pour le rôle de Sadie Burke dans Les Fous du roi (All the King's Men) ♕
  - Miriam Hopkins pour le rôle de Lavinia Penniman dans L'Héritière (The Heiress)
- 1951 : Josephine Hull pour le rôle de Veta Louise Simmons dans Harvey ♕
  - Judy Holliday pour son rôle de Doris Attinger dans Madame porte la culotte (Adam's Rib)
  - Thelma Ritter pour son rôle de Birdie Coonan dans Ève (All about Eve) ♙
- 1952 : Kim Hunter pour le rôle de Stella Kowalski dans Un tramway nommé Désir (A Streetcar Named Desire) ♕
  - Lee Grant pour son rôle de la voleuse à l'étalage dans Histoire de détective (Detective Story) ♙
  - Thelma Ritter pour son rôle d'Ellen dans La Mère du marié (The Mating Season) ♙
- 1953 : Katy Jurado pour le rôle de Helen Ramirez dans Le train sifflera trois fois (High Noon)
  - Mildred Dunnock pour son rôle de Señora Espejo dans Viva Zapata !
  - Gloria Grahame pour son rôle de Rosemary Bartlow dansLes Ensorcelés (The Bad and The Beautiful) ♕
- 1954 : Grace Kelly pour le rôle de Linda Nordley dans Mogambo ♙
- 1955 : Jan Sterling pour le rôle de Sally McKee dans Écrit dans le ciel (The High and the Mighty) ♙
- 1956 : Marisa Pavan pour le rôle de Rosa Delle Rose dans La Rose tatouée (The Rose Tattoo) ♙
- 1957 : Eileen Heckart pour le rôle de Mrs. Daigle dans La Mauvaise Graine (The Bad Seed) ♙
  - Mildred Dunnock pour le rôle de Tante Rose Comfort dans La Poupée de chair (Baby Doll) ♙
  - Marjorie Main pour le rôle de la veuve Hudspeth dans La Loi du Seigneur (Friendly Persuasion)
  - Dorothy Malone pour le rôle de Marylee Hadley dans Écrit sur du vent (Written on the Wind) ♕
  - Patty McCormack pour le rôle de Rhoda Penmark dans La Mauvaise Graine (The Bad Seed)♙
- 1958 : Elsa Lanchester pour le rôle de Miss Plimsoll dans Témoin à charge (Witness For the Prosecution) ♙
  - Mildred Dunnock pour le rôle de Mlle Elsie Thornton dans Les Plaisirs de l'enfer (Peyton Place)
  - Hope Lange pour le rôle de Selena Cross dans Les Plaisirs de l'enfer (Peyton Place) ♙
  - Miyoshi Umeki pour le rôle de Katsumi Kelly dans Sayonara ♕
  - Heather Sears pour le rôle d'Esther Costello dans Le Scandale Costello (The Story of Esther Costello)
- 1959 : Hermione Gingold pour le rôle de Madame Alvarez dans Gigi
  - Peggy Cass pour le rôle d'Agnes Gooch dans Ma tante (Auntie Mame) ♙
  - Wendy Hiller pour le rôle de Pat Cooper dans Tables séparées (Separate Tables) ♕
  - Maureen Stapleton pour le rôle de Fay Doyle dans Cœurs brisés (Lonelyhearts)
  - Cara Williams pour le rôle de la mère de Billy dans La Chaîne (The Defiant Ones) ♙

### Années 1960
- 1960 : Susan Kohner pour le rôle de Sarah Jane (à 18 ans) dans Mirage de la vie (Imitation of Life) ♙
  - Juanita Moore pour le rôle d'Annie Johnson dans Mirage de la vie (Imitation of life) ♙
  - Shelley Winters pour le rôle de Mme Petronella Van Daan dans Le Journal d'Anne Frank (The Diary of Anne Frank) ♕
  - Edith Evans[1] pour le rôle de la mère supérieure Emmanuel dans Au risque de se perdre (The Nun's Story)
  - Estelle Hemsley (en) pour le rôle de Grandma 'Gram' Martin dans Take a Giant Step
- 1961 : Janet Leigh pour le rôle de Marion Crane dans Psychose (Psycho) ♙
  - Ina Balin pour le rôle de Natalie Benzinger dans Du haut de la terrasse (From The Terrace)
  - Shirley Jones pour le rôle de Lulu Bains dans Elmer Gantry le charlatan (Elmer Gantry) ♕
  - Shirley Knight pour le rôle de Reenie Flood dans The Dark at the Top of the Stairs ♙
  - Mary Ure pour le rôle de Clara Dawes dans Amants et Fils (Sons and Lovers) ♙
- 1962 : Rita Moreno pour le rôle d'Anita dans West Side Story ♕
  - Fay Bainter pour le rôle d'Amelia Tilford dans La Rumeur (The Children's Hour) ♙
  - Judy Garland pour le rôle d'Irene Hoffman dans Jugement à Nuremberg (Judgment at Nuremberg) ♙
  - Lotte Lenya pour le rôle de Contessa dans Le Visage du plaisir (The Roman Spring of Mrs. Stone) ♙
  - Pamela Tiffin pour le rôle de Scarlet Hazeltine dans Un, deux, trois (One, Two, Three)
- 1963 : Angela Lansbury pour le rôle de Mrs. Iselin dans Un crime dans la tête (The Manchurian Candidate) ♙
  - Martha Raye pour le rôle de Lulu dans La Plus Belle Fille du monde (Billy Rose's Jumbo)
  - Susan Kohner pour le rôle de Martha Freud dans Freud, passions secrètes (Freud)
  - Jessica Tandy pour le rôle de Mrs. Adams dans Aventures de jeunesse (Hemingway's Adventures of a Young Man)
  - Kaye Stevens (en) pour le rôle de Nurse Didi Loomis dans Les Internes (The Interns)
  - Patty Duke pour le rôle d'Helen Keller dans Miracle en Alabama (The Miracle Worker) ♕
  - Hermione Gingold pour le rôle d'Eulalie Mackechnie Shinn dans The Music Man
  - Tarita pour le rôle de Maimiti dans Les Révoltés du Bounty (Mutiny on the Bounty)
  - Gabriella Pallotta pour le rôle de Rosalba Massimo dans Le Pigeon qui sauva Rome (The Pigeon That Took Rome)
  - Shirley Knight pour le rôle d'Heavenly Finley dans Doux oiseau de jeunesse (Sweet Bird of Youth) ♙
- 1964 : Margaret Rutherford pour le rôle de la duchesse de Brighton dans Hôtel international (The V.I.P.s) ♕
  - Linda Marsh (en) pour le rôle de Thomna Sinnikoglou dans America, America
  - Liselotte Pulver pour le rôle de Sonya dans Papa play-boy (A Global Affair)
  - Patricia Neal pour le rôle d'Alma Brown dans Le Plus Sauvage d'entre tous (Hud)
  - Lilia Skala pour le rôle de Mère Maria dans Le Lys des champs (Lilies of the Field) ♙
  - Diane Baker pour le rôle d'Emily Stratman dans Pas de lauriers pour les tueurs (The Prize)
  - Joan Greenwood pour le rôle de Lady Bellaston dans Tom Jones
  - Wendy Hiller pour le rôle d'Anna Berniers dans Le Tumulte (Toys In The Attic)
- 1965 : Agnes Moorehead pour le rôle de Velma Cruther dans Chut... chut, chère Charlotte (Hush... Hush, sweet Charlotte) ♙
  - Grayson Hall pour le rôle de Judith Fellowes dans La Nuit de l'iguane (The Night of the Iguana) ♙
  - Elizabeth Ashley pour le rôle de Monica Winthrop dans Les Ambitieux (The Carpetbaggers)
  - Ann Sothern pour le rôle de Sue Ellen Gamadge dans Que le meilleur l'emporte (The Best Man)
  - Lila Kedrova pour le rôle de madame Hortense dans Zorba le Grec (Αλέξης Ζορμπάς / Aléxis Zorbás) ♕
- 1966 : Ruth Gordon pour le rôle du dealer et de Mme Clover dans Daisy Clover (Inside Daisy Clover) ♙
  - Joyce Redman pour le rôle d'Émilia dans Othello
  - Peggy Wood pour le rôle de la Mère supérieure dans La Mélodie du bonheur (The Sound of Music) ♙
  - Joan Blondell pour le rôle de Doigts de Fée dans Le Kid de Cincinnati (The Cincinnati Kid)
  - Thelma Ritter pour le rôle de dans Boeing Boeing
- 1967 : Jocelyne LaGarde pour le rôle de la reine Malama dans Hawaï  (Hawaii)♙
  - Sandy Dennis pour le rôle d'Honey dans Qui a peur de Virginia Woolf ? (Who’s Afraid of Virginia Woolf?) ♕
  - Geraldine Page pour le rôle de Margery Chanticleer dans Big Boy (You're a Big Boy Now)
  - Vivien Merchant pour le rôle de Lily dans Alfie le dragueur (Alfie) ♙
  - Shelley Winters pour le rôle de Ruby dans Alfie le dragueur (Alfie)
- 1968 : Carol Channing pour le rôle de Muzzy Van Hossmere dans Millie (Thoroughly Modern Millie) ♙
  - Lee Grant pour le rôle de Mrs Leslie Colbert dans Dans la chaleur de la nuit (In the Heat of the Night)
  - Prunella Ransome pour le rôle de Fanny Robin dans Loin de la foule déchaînée (Far from the Madding Crowd)
  - Beah Richards pour le rôle de Mme Prentice dans Devine qui vient dîner ? (Guess Who's Coming to Dinner)
  - Quentin Dean pour le rôle de Delores Purdy dans Dans la chaleur de la nuit (In the Heat of the Night)
  - Lillian Gish pour le rôle de Mme Smith dans Les Comédiens (The Comedians)
- 1969 : Ruth Gordon pour le rôle de Minnie Castevet dans Rosemary's Baby ♕
  - Barbara Hancock (en) pour le rôle de Susan Mahonney dans La Vallée du bonheur (Finian's Rainbow)
  - Jane Merrow pour le rôle d'Alix dans Le Lion en hiver (The Lion In Winter)
  - Abbey Lincoln pour le rôle d'Ivy Moore dans For Love of Ivy
  - Sondra Locke pour le rôle de Mick dans Le cœur est un chasseur solitaire (The Heart is a Lonely Hunter) ♙

### Années 1970
- 1970 : Goldie Hawn pour le rôle de Toni Simmons dans Fleur de cactus (Cactus Flower) ♕
  - Siân Phillips pour le rôle d'Ursula Mossbank dans Goodbye, Mr. Chips
  - Marianne McAndrew pour le rôle d'Irene Molloy dans Hello, Dolly !
  - Brenda Vaccaro pour le rôle de Shirley Gardner dans Macadam Cowboy (Midnight Cowboy)
  - Susannah York pour le rôle d'Alice dans On achève bien les chevaux (They Shoot Horses, Don't They?) ♙
- 1971 : (ex æquo) Karen Black pour le rôle de Rayette Dipesto dans Cinq pièces faciles (Five Easy Pieces) ♙ et Maureen Stapleton pour le rôle d'Inez Guerrero dans Airport ♙
  - Sally Kellerman pour le rôle du Maj. Margaret « Lèvres en feu » O'Houlihan dans MASH (M*A*S*H) ♙
  - Tina Chen (en) pour le rôle de Nyuk Tsin dans Le Maître des îles (The Hawaiians)
  - Lee Grant pour le rôle de Joyce Enders dans Le Propriétaire (The Landlord) ♙
- 1972 : Ann-Margret pour le rôle de Bobbie dans Ce plaisir qu'on dit charnel (Carnal Knowledge) ♙
  - Ellen Burstyn pour le rôle de Lois Farrow dans La Dernière Séance (The Last Picture Show) ♙
  - Cloris Leachman pour le rôle de Ruth Popper dans La Dernière Séance (The Last Picture Show) ♕
  - Diana Rigg pour le rôle de Barbara dans L'Hôpital (The Hospital)
  - Maureen Stapleton pour le rôle de Karen Nash dans Plaza Suite
- 1973 : Shelley Winters pour le rôle de Belle Rosen dans L'aventure du Poséidon (The Poseidon Adventure) ♙
  - Marisa Berenson pour le rôle de Natalia Landauer dans Cabaret
  - Jeannie Berlin pour le rôle de Lila Kolodny dans Le Brise-cœur (The Heartbreak Kid) ♙
  - Helena Kallianiotes (en) pour le rôle de Jackie Burdette dans Kansas City Bomber
  - Geraldine Page pour le rôle de Gertrude dans Peter et Tillie (Pete 'n' Tillie) ♙
- 1974 : Linda Blair pour le rôle de Regan Theresa MacNeil dans L'Exorciste (The Exorcist) ♙
  - Kate Reid pour le rôle de Claire dans A Delicate Balance
  - Valentina Cortese pour le rôle de Séverine dans La Nuit américaine ♙ (en 1975)
  - Madeline Kahn pour le rôle de Trixie Delight dans La Barbe à papa (Paper Moon) ♙
  - Sylvia Sidney pour le rôle de Mrs. Pritchett dans Summer Wishes, Winter Dreams ♙
- 1975 : Karen Black pour le rôle de Myrtle Wilson dans Gatsby le Magnifique (The Great Gatsby)
  - Beatrice Arthur pour le rôle de Vera Charles dans Mame
  - Jennifer Jones pour le rôle de Lisolette Mueller dans La Tour infernale (The Towering Inferno)
  - Madeline Kahn pour le rôle d'Elizabeth dans Frankenstein Junior (Young Frankenstein) ♙ (mais pour le rôle de Lili von Shtüpp dans Le shérif est en prison)
  - Diane Ladd pour le rôle de Flo dans Alice n'est plus ici (Alice Doesn't Live Here Anymore) ♙
- 1976 : Brenda Vaccaro pour le rôle de Linda Riggs dans Une fois ne suffit pas (Once Is Not Enough) ♙
  - Lee Grant pour le rôle de Felicia Karpf dans Shampoo ♕
  - Ronee Blakley pour le rôle de Barbara Jean dans Nashville♙
  - Geraldine Chaplin pour le rôle d'Opal dans Nashville
  - Barbara Harris pour le rôle de Winifred dans Nashville
  - Lily Tomlin pour le rôle de Linnea Reese dans Nashville♙
- 1977 : Katharine Ross pour le rôle de Mira Hauser dans Le Voyage des damnés (Voyage of the Damned)
  - Lee Grant pour le rôle de Lili Rosen dans Le Voyage des damnés (Voyage of the Damned) ♙
  - Bernadette Peters pour le rôle de Vilma Kaplan dans La Dernière Folie de Mel Brooks (Silent movie)
  - Marthe Keller pour le rôle d'Elsa Opel dans Marathon Man
  - Shelley Winters pour le rôle de Fay Lapinsky dans Next Stop, Greenwich Village
  - Piper Laurie pour le rôle de Margaret White dans Carrie au bal du diable (Carrie) ♙
- 1978 : Vanessa Redgrave pour le rôle de Julia dans Julia ♕
  - Ann-Margret pour le rôle de Lady Booby 'Belle' dans Joseph Andrews
  - Joan Blondell pour le rôle de Sarah Goode dans Opening Night
  - Leslie Browne pour le rôle d'Emilia Rodgers dans Le Tournant de la vie (The Turning Point) ♙
  - Quinn Cummings pour le rôle de Lucy McFadden dans Adieu, je reste (The Goodbye Girl) ♙
  - Lilia Skala pour le rôle de Rosa dans Roseland
- 1979 : Dyan Cannon pour le rôle de Julia Farnsworth dans Le Ciel peut attendre (Heaven Can Wait) ♙
  - Meryl Streep pour le rôle de Linda dans Voyage au bout de l'enfer (The Deer Hunter) ♙
  - Maureen Stapleton pour le rôle de Pearl dans Intérieurs (Interiors) ♙
  - Mona Washbourne pour le rôle de la tante dans Stevie
  - Carol Burnett pour le rôle de Tulip Brenner dans Un mariage (A Wedding)

### Années 1980
- 1980 : Meryl Streep pour le rôle de Joanna Kramer dans Kramer contre Kramer (Kramer vs. Kramer) ♕
  - Jane Alexander pour le rôle de Margaret Phelps dans Kramer contre Kramer (Kramer vs. Kramer) ♙
  - Kathleen Beller pour le rôle d'Elizabeth "Buffy" Koenig dans Promises in the Dark
  - Candice Bergen pour le rôle de Jessica Potter dans Merci d'avoir été ma femme (Starting Over) ♙
  - Valerie Harper pour le rôle de Faye Medwick dans Chapter Two
- 1981 : Mary Steenburgen pour le rôle de Lynda Dummar dans Melvin and Howard ♕
  - Lucie Arnaz pour le rôle de Molly Bell dans Le Chanteur de jazz (The Jazz Singer)
  - Beverly D'Angelo pour le rôle de Patsy Cline dans Nashville Lady (Coal Miner's Daughter)
  - Cathy Moriarty pour le rôle de Vickie LaMotta dans Raging Bull ♙
  - Debra Winger pour le rôle de Sissy dans Urban Cowboy
- 1982 : Joan Hackett pour le rôle de Toby Landau dans Only When I Laugh ♙
  - Jane Fonda pour le rôle de Chelsea Thayer Wayne dans La Maison du lac (On Golden Pond) ♙
  - Kristy McNichol pour le rôle de Polly dans Only When I Laugh
  - Maureen Stapleton pour le rôle d'Emma Goldman dans Reds ♕
  - Mary Steenburgen pour le rôle de la mère dans Ragtime
- 1983 : Jessica Lange pour le rôle de Julie Nichols dans Tootsie ♕
  - Cher pour le rôle de Sissy dans Reviens Jimmy Dean, reviens (Come Back to the Five and Dime, Jimmy Dean, Jimmy Dea)
  - Lainie Kazan pour le rôle de Belle Carroca dans Où est passée mon idole ? (My Favorite Year)
  - Kim Stanley pour le rôle de Lillian Farmer dans Frances ♙
  - Lesley Ann Warren pour le rôle de Norma Cassady dans Victor Victoria ♙
- 1984 : Cher pour le rôle de Dolly Pelliker dans Le Mystère Silkwood (Silkwood) ♙
  - Tess Harper pour le rôle de Rosa Lee dans Tendre Bonheur (Tender Mercies)
  - Linda Hunt pour le rôle de Billy Kwan dans L'Année de tous les dangers (The Year of Living Dangerously) ♕
  - Joanna Pacula pour le rôle d'Irina Asanova dans Gorky Park
  - Barbara Carrera pour le rôle de Fatima Blush dans Jamais plus jamais (Never Say Never Again)
- 1985 : Peggy Ashcroft pour le rôle de Mme Moore dans La Route des Indes (A Passage to India) ♕
  - Drew Barrymore pour le rôle de Casey Brodsky dans Divorce à Hollywood (Irreconcilable Differences)
  - Kim Basinger pour le rôle de Memo Paris dans Le Meilleur (The Natural)
  - Jacqueline Bisset pour le rôle d'Yvonne Firmin dans Au-dessous du volcan (Under the Volcano)
  - Melanie Griffith pour le rôle d'Holly Body dans Body Double
  - Christine Lahti pour le rôle d'Hazel dans Swing Shift ♙
  - Lesley Ann Warren pour le rôle de Gilda dans Songwriter
- 1986 : Meg Tilly pour le rôle de Sœur Agnes dans Agnès de Dieu (Agnes of God) ♙
  - Sonia Braga pour le rôle de Leni/Marta/La femme araignée dans Le Baiser de la femme araignée (Beijo da mulher aranha)
  - Anjelica Huston pour le rôle de Maerose Prizzi dans L'Honneur des Prizzi (Prizzi's Honor) ♕
  - Amy Madigan pour le rôle de Sunny dans Soleil d'automne (Twice in a Lifetime) ♙
  - Kelly McGillis pour le rôle de Rachel Lapp dans Witness
  - Oprah Winfrey pour le rôle de Sofia dans La Couleur pourpre (The Color Purple) ♙
- 1987 : Maggie Smith pour le rôle de Charlotte Bartlett, le chaperon dans Chambre avec vue (A Room With a View) ♙
  - Linda Kozlowski pour le rôle de Sue Charlton dans Crocodile Dundee
  - Mary Elizabeth Mastrantonio pour le rôle de Carmen dans La Couleur de l'argent (The Color of Money) ♙
  - Cathy Tyson (en) pour le rôle de Simone dans Mona Lisa
  - Dianne Wiest pour le rôle d'Holly dans Hannah et ses sœurs (Hannah and Her Sisters) ♕
- 1988 : Olympia Dukakis pour le rôle de Rose Castorini dans Éclair de lune (Moonstruck) ♕
  - Norma Aleandro pour le rôle de Florencia dans Gaby (Gaby: A True Story) ♙
  - Anne Archer pour le rôle de Beth Gallagher dans Liaison fatale (Fatal Attraction) ♙
  - Anne Ramsey pour le rôle de Mme. Lift dans Balance Maman hors du train (Throw Momma from the Train) ♙
  - Vanessa Redgrave pour le rôle de Peggy Ramsay dans Prick Up Your Ears
- 1989 : Sigourney Weaver pour le rôle de Katharine Parker dans Working Girl ♙
  - Sonia Braga pour le rôle de Madonna Mendez dans Pleine lune sur Parador (Moon Over Parador)
  - Barbara Hershey pour le rôle de Marie Madeleine dans La Dernière Tentation du Christ (The Last Temptation of Christ)
  - Lena Olin pour le rôle de Sabina dans L'Insoutenable Légèreté de l'être (The Unbearable Lightness of Being)
  - Diane Venora pour le rôle de Chan Parker dans Bird

### Années 1990
- 1990 : Julia Roberts pour le rôle de Shelby Eatenton Latcherie dans Potins de femmes (Steel Magnolias) ♙
  - Bridget Fonda pour le rôle de Mandy Rice-Davies dans Scandal
  - Brenda Fricker pour le rôle de Mme Brown dans My Left Foot (My Left Foot: The Story of Christy Brown) ♕
  - Laura San Giacomo pour le rôle de Cynthia dans Sexe, Mensonges et Vidéo (Sex, Lies, and Videotape)
  - Dianne Wiest pour le rôle d'Helen Buckman dans Portrait craché d'une famille modèle (Parenthood) ♙
- 1991 : Whoopi Goldberg pour le rôle d'Oda Mae Brown dans Ghost ♕
  - Lorraine Bracco pour le rôle de Karen Hill dans Les Affranchis (Goodfellas) ♙
  - Diane Ladd pour le rôle de Marietta Pace Fortune dans Sailor et Lula (Wild at Heart) ♙
  - Shirley MacLaine pour le rôle de  Doris Mann dans Bons baisers d'Hollywood (Postcards from the Edge)
  - Mary McDonnell pour le rôle de Christine « Dressée avec le poing » dans Danse avec les loups (Dances With Wolves) ♙
  - Winona Ryder pour le rôle de Charlotte Flax dans Les Deux Sirènes (Mermaids)
- 1992 : Mercedes Ruehl pour le rôle d'Anne dans The Fisher King : Le Roi pêcheur (The Fisher King) ♕
  - Nicole Kidman pour le rôle de Drew Preston dans Billy Bathgate
  - Diane Ladd pour le rôle de Mère dans Rambling Rose ♙
  - Juliette Lewis pour le rôle de Danielle Bowden dans Les Nerfs à vif (Cape fear) ♙
  - Jessica Tandy pour le rôle de Ninny Threadgoode dans Beignets de tomates vertes (Fried Green Tomatoes) ♙
- 1993 : Joan Plowright pour le rôle de Mme Fisher dans Avril enchanté (Enchanted April) ♙
  - Geraldine Chaplin pour le rôle de Hannah Chaplin dans Chaplin
  - Judy Davis pour le rôle de Sally dans Maris et Femmes (Husbands and Wives) ♙
  - Miranda Richardson pour le rôle d'Ingrid Fleming dans Fatale (Damage) ♙
  - Alfre Woodard pour le rôle de Chantelle dans Passion Fish
- 1994 : Winona Ryder pour le rôle de May Welland dans Le Temps de l'innocence (The Age of Innocence) ♙
  - Penelope Ann Miller pour le rôle de Gail dans L'Impasse (Carlito's Way)
  - Anna Paquin pour le rôle de Flora McGrath dans La Leçon de piano (The Piano) ♕
  - Rosie Perez pour le rôle de Carla Rodrigo dans État second (Fearless)♙
  - Emma Thompson pour le rôle de Gareth Peirce dans Au nom du père (In the Name of the Father) ♙
- 1995 : Dianne Wiest pour le rôle de Helen Sinclair dans Coups de feu sur Broadway (Bullets Over Broadway) ♕
  - Kirsten Dunst pour le rôle de Claudia dans Entretien avec un vampire (Interview with the Vampire)
  - Sophia Loren pour le rôle d'Isabella de la Fontaine dans Prêt-à-porter (Ready to Wear)
  - Uma Thurman pour le rôle de Mia Wallace dans Pulp Fiction ♙
  - Robin Wright pour le rôle de Jennifer Curran dans Forrest Gump
- 1996 : Mira Sorvino pour le rôle de Linda Ash dans Maudite Aphrodite (Mighty Aphrodite) ♕
  - Anjelica Huston pour le rôle de Mary dans Crossing Guard (The Crossing Guard)
  - Kathleen Quinlan pour le rôle de Marilyn Lovell dans Apollo 13 ♙
  - Kyra Sedgwick pour le rôle de Emma Rae dans Amour et Mensonges (Something to Talk About)
  - Kate Winslet pour le rôle de Marianne Dashwood dans Raison et Sentiments (Sense and Sensibility) ♙
- 1997 : Lauren Bacall pour le rôle de Hannah Morgan dans Leçons de séduction (The Mirror Has Two Faces) ♙
  - Joan Allen pour le rôle d'Elizabeth Proctor dans La Chasse aux sorcières ♙
  - Juliette Binoche pour le rôle de Hana dans Le Patient anglais (The English Patient) ♕
  - Barbara Hershey pour le rôle de Mme Serena Merle dans Portrait de femme (The Portrait of a Lady) ♙
  - Marianne Jean-Baptiste pour le rôle de Hortense dans Secrets et Mensonges (Secrets and Lies) ♙
  - Marion Ross pour le rôle de Rosie Dunlop dans Étoile du soir (The Evening Star)
- 1998 : Kim Basinger pour le rôle de Lynn Bracken dans L.A. Confidential ♕
  - Joan Cusack pour le rôle d'Emily dans In and Out ♙
  - Julianne Moore pour le rôle de Amber Waves / Maggie dans Boogie Nights ♙
  - Gloria Stuart pour le rôle de Rose Dawson Calvert dans Titanic ♙
  - Sigourney Weaver pour le rôle de Janey Carver dans Ice Storm
- 1999 : Lynn Redgrave pour le rôle de Hanna dans Ni dieux ni démons (Gods and Monsters) ♙
  - Kathy Bates pour le rôle de Libby Holden dans Primary Colors ♙
  - Brenda Blethyn pour le rôle de Mari Hoff dans Little Voice ♙
  - Judi Dench pour le rôle de la reine Élisabeth Ire dans Shakespeare in Love ♕
  - Sharon Stone pour le rôle de Gwen Dillon dans Les Puissants (The Mighty)

### Années 2000
- 2000 : Angelina Jolie pour le rôle de Lisa Rowe dans Une vie volée (Girl, Interrupted) ♕
  - Cameron Diaz pour le rôle de Lotte Schwartz dans Dans la peau de John Malkovich (Being John Malkovich)
  - Catherine Keener pour le rôle de Maxine Lund dans Dans la peau de John Malkovich (Being John Malkovich) ♙
  - Samantha Morton pour le rôle de Hattie dans Accords et Désaccords (Sweet and Lowdown) ♙
  - Natalie Portman pour le rôle d'Ann August dans Ma mère, moi et ma mère (Anywhere but Here)
  - Chloë Sevigny pour le rôle de Lana Tisdel dans Boys Don't Cry ♙
- 2001 : Kate Hudson pour le rôle de Penny Lane dans Presque célèbre (Almost Famous) ♙
  - Judi Dench pour le rôle d'Armande Voizin dans Le Chocolat (Chocolat) ♙
  - Frances McDormand pour le rôle d'Elaine Miller dans Presque célèbre (Almost Famous) ♙
  - Julie Walters pour le rôle de Mme Wilkinson dans Billy Elliot ♙
  - Catherine Zeta-Jones pour le rôle d'Helena Ayala dans Traffic
- 2002 : Jennifer Connelly pour le rôle d'Alicia Nash dans  Un homme d'exception (A Beautiful Mind) ♕
  - Cameron Diaz pour le rôle de Julianna 'Julie' Gianni dans  Vanilla Sky
  - Helen Mirren pour le rôle de Mme Wilson dans  Gosford Park ♙
  - Maggie Smith pour le rôle de Constance, Comtesse de Trentham dans  Gosford Park ♙
  - Marisa Tomei pour le rôle de Natalie Strout dans  In the Bedroom ♙
  - Kate Winslet pour le rôle d'Iris Murdoch (jeune) dans  Iris ♙
- 2003 : Meryl Streep pour le rôle de Susan Orlean dans Adaptation. ♙
  - Kathy Bates pour le rôle de Roberta Hertzel dans Monsieur Schmidt (About Schmidt) ♙
  - Cameron Diaz pour le rôle de Jenny Everdeane dans Gangs of New York
  - Queen Latifah pour le rôle de  Mama Morton dans Chicago ♙
  - Susan Sarandon pour le rôle de Mimi Slocumb dans Igby (Igby Goes Down)
- 2004 : Renée Zellweger pour le rôle de Ruby dans Retour à Cold Mountain (Cold Mountain) ♕
  - Maria Bello pour le rôle de Natalie Belisario dans Lady Chance (The Cooler)
  - Patricia Clarkson pour le rôle de Joy Burns dans Pieces of April ♙
  - Hope Davis pour le rôle de Joyce Brabner dans American Splendor
  - Holly Hunter pour le rôle de Melanie Freeland dans Thirteen ♙
- 2005 : Natalie Portman pour le rôle de Alice dans Closer, entre adultes consentants (Closer) ♙
  - Cate Blanchett pour le rôle de Katharine Hepburn dans Aviator (The Aviator) ♕
  - Laura Linney pour le rôle de Clara Bracken McMillen dans Dr Kinsey (Kinsey) ♙
  - Virginia Madsen pour le rôle de Maya Randall dans Sideways ♙
  - Meryl Streep pour le rôle de Eleanor Shaw dans Un crime dans la tête (The Manchurian Candidate)
- 2006 : Rachel Weisz pour le rôle de Tessa Quayle dans The Constant Gardener ♕
  - Scarlett Johansson pour le rôle de Nola Rice, la fiancée de Tom dans Match Point
  - Shirley MacLaine pour le rôle de Ella Hirsch dans In Her Shoes
  - Frances McDormand pour le rôle de Glory Dodge dans L'Affaire Josey Aimes (North Country) ♙
  - Michelle Williams pour le rôle de Alma Beers dans Le Secret de Brokeback Mountain (Brokeback Mountain) ♙
- 2007 : Jennifer Hudson pour le rôle de Effie Melody White dans Dreamgirls ♕
  - Adriana Barraza pour le rôle de Amelia dans Babel ♙
  - Cate Blanchett pour le rôle de Sheba Hart dans Chronique d'un scandale (Notes on a Scandal) ♙
  - Emily Blunt pour le rôle de Emily Chalton dans Le Diable s'habille en Prada (The Devil Wears Prada)
  - Rinko Kikuchi pour le rôle de Chieko dans Babel ♙
- 2008 : Cate Blanchett pour le rôle de Jude Quinn dans I'm Not There ♙
  - Julia Roberts pour le rôle de Joanne Herring dans La Guerre selon Charlie Wilson (Charlie Wilson's War)
  - Saoirse Ronan pour le rôle de Briony Tallis (à 13 ans) dans Reviens-moi (Atonement) ♙
  - Amy Ryan pour le rôle de Helene McCready dans Gone Baby Gone ♙
  - Tilda Swinton pour le rôle de Karen Crowder dans Michael Clayton ♕
- 2009 : Kate Winslet pour le rôle de Hanna Schmitz dans The Reader ♕[2]
  - Amy Adams pour le rôle de Sœur James dans Doute (Doubt)
  - Penélope Cruz pour le rôle de María Elena dans Vicky Cristina Barcelona ♕
  - Viola Davis pour le rôle de Mrs. Miller dans Doute (Doubt)
  - Marisa Tomei pour le rôle de Cassidy dans The Wrestler

### Années 2010
- 2010[3] : Mo'Nique pour le rôle de Mary Lee Johnston dans Precious (Precious : Based on the Novel 'Push' by Sapphire) ♕
  - Penélope Cruz pour le rôle de Carla Albanese dans Nine ♙
  - Vera Farmiga pour le rôle d'Alex dans In the Air (Up in the Air) ♙
  - Anna Kendrick pour le rôle de Natalie Keener dans In the Air (Up in the Air) ♙
  - Julianne Moore pour le rôle de Charlotte dans A Single Man
- 2011[4] : Melissa Leo pour le rôle d'Alice dans Fighter (The Fighter) ♕
  - Amy Adams pour le rôle de Charlene Fleming dans Fighter (The Fighter) ♙
  - Helena Bonham Carter pour le rôle de Elizabeth Bowes-Lyon dans Le Discours d'un roi (The King's Speech) ♙
  - Mila Kunis pour le rôle de Lilly dans Black Swan
  - Jacki Weaver pour le rôle de Janine "Smurf" Cody dans Animal Kingdom ♙
- 2012[5] : Octavia Spencer pour le rôle de Minny Jackson dans La Couleur des sentiments (The Help) ♕
  - Bérénice Bejo pour le rôle de Peppy Miller dans The Artist ♙
  - Jessica Chastain pour le rôle de Celia Foote dans La Couleur des sentiments (The Help) ♙
  - Janet McTeer pour le rôle de Hubert Page dans Albert Nobbs ♙
  - Shailene Woodley pour le rôle d'Alex King dans The Descendants
- 2013 : Anne Hathaway pour le rôle de Fantine dans Les Misérables ♕
  - Amy Adams pour le rôle de Mary Sue Dodd dans The Master ♙
  - Sally Field pour le rôle de Mary Todd Lincoln dans Lincoln ♙
  - Helen Hunt pour le rôle de Cheryl dans The Sessions ♙
  - Nicole Kidman pour le rôle de Charlotte Bless dans Paperboy (The Paperboy)
- 2014 : Jennifer Lawrence pour le rôle de Rosalyn Rosenfeld dans American Bluff (American Hustle) ♙
  - Sally Hawkins pour le rôle de Ginger dans Blue Jasmine ♙
  - Lupita Nyong'o pour le rôle de Patsey dans Twelve Years a Slave ♕
  - Julia Roberts pour le rôle de Barbara Weston dans Un été à Osage County (August : Osage County) ♙
  - June Squibb pour le rôle de Kate Grant dans Nebraska ♙
- 2015[6] : Patricia Arquette pour le rôle d'Olivia Evans dans Boyhood ♕
  - Jessica Chastain pour le rôle d'Anna Morales dans A Most Violent Year
  - Keira Knightley pour le rôle de Joan Clarke dans Imitation Game (The Imitation Game) ♙
  - Emma Stone pour le rôle de Sam Thomson dans Birdman ♙
  - Meryl Streep pour le rôle de la sorcière dans Into the Woods ♙
- 2016 : Kate Winslet pour le rôle de Joanna Hoffman dans Steve Jobs ♙
  - Jane Fonda pour le rôle de Brenda Morel dans Youth
  - Jennifer Jason Leigh pour le rôle de Daisy Domergue dans Les Huit Salopards (The Hateful Eight) ♙
  - Helen Mirren pour le rôle de Hedda Hopper dans Trumbo
  - Alicia Vikander pour le rôle d'Ava dans Ex Machina
- 2017 : Viola Davis pour le rôle de Rose Maxson dans Fences ♕
  - Naomie Harris pour le rôle de Paula dans Moonlight ♙
  - Nicole Kidman pour le rôle de Sue Brierley dans Lion ♙
  - Octavia Spencer pour le rôle de Dorothy Vaughan dans Les Figures de l'ombre (Hidden Figures) ♙
  - Michelle Williams pour le rôle de Randi dans Manchester by the Sea ♙
- 2018 : Allison Janney pour le rôle de LaVona Golden dans Moi, Tonya (I, Tonya) ♕
  - Mary J. Blige pour le rôle de Florence Jackson dans Mudbound ♙
  - Hong Chau pour le rôle de Ngoc Lan Tran dans Downsizing
  - Laurie Metcalf pour le rôle de Marion PcPherson dans Lady Bird ♙
  - Octavia Spencer pour le rôle de Zelda Fuller dans La Forme de l'eau (The Shape of Water) ♙
- 2019 : Regina King pour le rôle de Sharon Rivers dans Si Beale Street pouvait parler (If Beale Street Could Talk) ♕
  - Amy Adams pour le rôle de Lynne Cheney dans Vice ♙
  - Claire Foy pour le rôle de Janet Armstrong dans First Man : Le Premier Homme sur la Lune (First Man)
  - Emma Stone pour le rôle d'Abigail Masham dans La Favorite (The Favourite) ♙
  - Rachel Weisz pour le rôle de Sarah Churchill dans La Favorite (The Favourite) ♙

### Années 2020
- 2020 : Laura Dern pour le rôle de Nora Fanshaw dans Marriage Story ♕
  - Kathy Bates pour le rôle de Bobi Jewell dans Le Cas Richard Jewell (Richard Jewell) ♙
  - Annette Bening pour le rôle de Dianne Feinstein dans The Report
  - Jennifer Lopez pour le rôle de Ramona Vega dans Queens (Hustlers)
  - Margot Robbie pour le rôle de Kayla Pospisil dans Scandale ♙
- 2021 : Jodie Foster pour le rôle de Nancy Hollander dans Désigné coupable (The Mauritanian)
  - Glenn Close pour le rôle de Bonnie Vance dans Une ode américaine (Hillbilly Elegy) ♙
  - Olivia Colman pour le rôle d'Anne dans The Father ♙
  - Amanda Seyfried pour le rôle de Marion Davies dans Mank ♙
  - Helena Zengel pour le rôle de Johanna Leonberger dans La Mission (News of the World)
- 2022 : Ariana DeBose pour le rôle d'Anita dans West Side Story ♕
  - Caitriona Balfe pour le rôle de Ma dans Belfast
  - Kirsten Dunst pour le rôle de Rose Gordon dans The Power of the Dog ♙
  - Aunjanue Ellis pour le rôle d'Oracene Price dans La Méthode Williams ♙
  - Ruth Negga pour le rôle de Clare Bellew dans Clair-obscur (Passing)
- 2023 : Angela Bassett pour le rôle de Reine Ramonda dans Black Panther: Wakanda Forever
  - Kerry Condon pour le rôle de Siobhán Súilleabháin dans Les Banshees d'Inisherin (The Banshees of Inisherin)
  - Jamie Lee Curtis pour le rôle de Deirdre Beaubeirdra dans Everything Everywhere All at Once
  - Dolly de Leon pour le rôle de Abigail dans Sans filtre (Triangle of Sadness)
  - Carey Mulligan pour le rôle de Megan Twohey dans She Said

- 2024 : Da'Vine Joy Randolph pour le rôle de Mary Lamb dans Winter Break (The Holdovers)
  - Emily Blunt pour le rôle de Katherine Oppenheimer dans Oppenheimer
  - Danielle Brooks pour le rôle de Sofia Johnson dans La Couleur pourpre (The Color Purple)
  - Jodie Foster pour le rôle de Bonnie Stoll dans Insubmersible (Nyad)
  - Julianne Moore pour le rôle de Gracie Atherton-Yoo dans May December
  - Rosamund Pike pour le rôle d'Elspeth Catton dans Saltburn

- 2025 : Zoe Saldaña pour le rôle de Rita Mora Castro dans Emilia Pérez
  - Selena Gomez pour le rôle de Jessi del Monte dans Emilia Pérez
  - Ariana Grande pour le rôle de Glinda dans Wicked
  - Felicity Jones pour le rôle d'Erzsébet Toth dans The Brutalist
  - Margaret Qualley pour le rôle de Sue dans The Substance
  - Isabella Rossellini pour le rôle de Sœur Agnes dans Conclave

## Récompenses et nominations multiples

### Nominations multiples
5 : Lee Grant, Maureen Stapleton, Meryl Streep
4 : Amy Adams, Kate Winslet, Shelley Winters
3 : Cate Blanchett, Cameron Diaz, Mildred Dunnock, Nicole Kidman, Thelma Ritter, Julia Roberts, Octavia Spencer, Diane Ladd, Dianne Wiest
2 : Kim Basinger, Kathy Bates, Karen Black, Joan Blondell, Sônia Braga, Geraldine Chaplin, Jessica Chastain, Cher, Penélope Cruz, Viola Davis, Judi Dench, Jane Fonda, Hermione Gingold, Ruth Gordon, Barbara Hershey, Anjelica Huston, Madeline Kahn, Shirley Knight, Angela Lansbury, Shirley MacLaine, Ann-Margret, Frances McDormand, Helen Mirren, Julianne Moore, Agnes Moorehead, Geraldine Page, Natalie Portman, Vanessa Redgrave, Winona Ryder, Lilia Skala, Maggie Smith, Mary Steenburgen, Emma Stone, Marisa Tomei, Brenda Vaccaro, Lesley Ann Warren, Sigourney Weaver, Rachel Weisz, Michelle Williams

### Récompenses multiples
2 : Karen Black, Ruth Gordon, Angela Lansbury, Agnes Moorehead, Meryl Streep, Kate Winslet